# Enric Borràs com a Manelic
Enric Borràs com a Manelic és un quadre del pintor de Barcelona Ramon Casas. El quadre mostra l'actor Enric Borràs interpretant el personatge de Manelic de l'obra d'Àngel Guimerà Terra baixa.
Actualment el quadre resta al fons pictòric del Centre de Documentació i Museu de les Arts Escèniques.

## Temàtica
L'obra mostra el famós actor català Enric Borràs caracteritzat com a Manelic.
Manelic és el personatge principal de l'obra d'Àngel Guimerà Terra Baixa. Ell és un pastor originari de la Terra Alta que viu a les muntanyes amb les seves ovelles. A l'obra destaca per ser un personatge pur, innocent e ignorant; aquests trets psicològics es veuen en el quadre tant en la postura del personatge, com en el seu vestit i en l'expressió del seu rostre.
Enganyat per Sebastià en Manelic es trasllada a la Terra baixa on li ofereixen la mà de la Marta. La hipocresia de la Terra baixa corromp l'esperit pur de Manelic i perd la innocència. El pastor, embogit, matarà Sebastià i fuig amb la seva dona cap a la Terra alta.
El quadre, però, no pretén reflectir la personalitat del Manelic literari únicament, sinó que pretén enaltir la figura d'en Enric Borràs interpretant el personatge principal d'una de les grans obres del teatre català.